# Дайер (Арканзас)
Дайер (англ. Dyer, Arkansas) — город, расположенный в округе Крофорд (штат Арканзас, США) с населением в 585 человек по статистическим данным переписи 2000 года.

## История
Первоначально населённый пункт носил название «Боббитвилл» в честь владельца местных сельскохозяйственных плантаций Джеймса Боббита. После прихода в посёлок железнодорожной ветки в 1858 году его название было изменено на действующее в настоящее время имя «Дайер».

## География
По данным Бюро переписи населения США город Дайер имеет общую площадь в 6,73 квадратных километров, водных ресурсов в черте населённого пункта не имеется.
Дайер расположен на высоте 131 метр над уровнем моря.

## Демография
По данным переписи населения 2000 года в Дайере проживало 585 человек, 163 семьи, насчитывалось 230 домашних хозяйств и 248 жилых домов. Средняя плотность населения составляла около 87,3 человек на один квадратный километр. Расовый состав Дайера по данным переписи распределился следующим образом: 96,24 % белых, 0,17 % — чёрных или афроамериканцев, 1,20 % — коренных американцев, 0,85 % — азиатов, 1,54 % — представителей смешанных рас.
Испаноговорящие составили 0,17 % от всех жителей города.
Из 230 домашних хозяйств в 30,4 % — воспитывали детей в возрасте до 18 лет, 61,3 % представляли собой совместно проживающие супружеские пары, в 5,2 % семей женщины проживали без мужей, 28,7 % не имели семей. 23,9 % от общего числа семей на момент переписи жили самостоятельно, при этом 13,5 % составили одинокие пожилые люди в возрасте 65 лет и старше. Средний размер домашнего хозяйства составил 2,54 человек, а средний размер семьи — 3,06 человек.
Население города по возрастному диапазону по данным переписи 2000 года распределилось следующим образом: 25,5 % — жители младше 18 лет, 6,0 % — между 18 и 24 годами, 29,1 % — от 25 до 44 лет, 23,6 % — от 45 до 64 лет и 15,9 % — в возрасте 65 лет и старше. Средний возраст жителей составил 39 лет. На каждые 100 женщин в Дайере приходилось 93,1 мужчин, при этом на каждые сто женщин 18 лет и старше приходилось 98,2 мужчин также старше 18 лет.
Средний доход на одно домашнее хозяйство в городе составил 23 438 долларов США, а средний доход на одну семью — 28 500 долларов. При этом мужчины имели средний доход в 28 523 доллара США в год против 21 500 долларов среднегодового дохода у женщин. Доход на душу населения в городе составил 13 206 долларов в год. 22,6 % от всего числа семей в округе и 34,1 % от всей численности населения находилось на момент переписи населения за чертой бедности, при этом 52,7 % из них были моложе 18 лет и 32,1 % — в возрасте 65 лет и старше.